# Julius Reisz
Julius Reisz (10. srpna 1880 Igram – 22. října 1976 Bratislava) byl sionistický aktivista, československý politik a meziválečný poslanec Národního shromáždění za Židovskou stranu.

## Biografie
Narodil se v Igramu v tehdejším Rakousku-Uhersku (dnes Slovensko). Ještě za Rakouska-Uherska se stal členem městské rady v Prešpurku a členem zastupitelstva prešpurské župy. Během 20. let 20. století se stal čelným představitelem národně orientovaných Židů ve východní části Československa. Během parlamentních voleb na Podkarpatské Rusi v roce 1924 se Reisz stal představitelem opozice proti sionistickým politikům z Prahy a odmítl podporovat kandidaturu pražského sionisty Ludvíka Singera v čele kandidátky Židovské lidové strany. Místo toto se postavil do čela kandidátní listiny nově založené Židovské demokratické strany. Ta ale ve volbách neuspěla a Reisz byl kvůli svému separátnímu postupu dočasně vyloučen z Volksverbandu, sdružení sionistických sil ve východní části ČSR. Postupně se ale opětovně sbližoval s celostátními sionistickými špičkami. V komunálních volbách roku 1927 se angažoval při sestavování židovské kandidátní listiny v Bratislavě, která spojovala sionistické i ortodoxní židovské frakce a na konci téhož roku patřil mezi hlavní postavy formování Židovské strany na Slovensku a Podkarpatské Rusi. Ta uspořádala v březnu 1928 v Košicích svůj ustavující sjezd. Kvůli pragmatickým programovým rysům této strany (nutnost vyjít vstříc konzervativním, nesionistickým, ortodoxně-židovským proudům) byly závěry tohoto sjezdu sice kritizovány celostátním sionistickým ústředím, ale v zemských volbách v roce 1928 kandidátní listina Židovské strany na Slovensku uspěla, její lídr Albert Gestettner se stal členem Slovenského zemského zastupitelstva a vliv Julia Reisze v celostátní židovské politice již nebylo možné přehlížet.
V parlamentních volbách v roce 1929 se Reisz podílel na celostátní kandidatuře Židovské strany, která tehdy navíc uzavřela volební koalici s představiteli polské menšiny v ČSR. Byl lídrem kandidátky v Trnavském volebním kraji. Strana uspěla a Julius Reizs a Ludvík Singer se stali poslanci Národního shromáždění. V parlamentu se Reisz zaměřoval na témata blízká Židům z východní části republiky (ekonomické zájmy, boj proti antisemitismu). Zasedl do výboru živnostensko-obchodního.
Před parlamentními volbami v roce 1935 došlo k uzavření koalice mezi Židovskou stranou a Československou sociálně demokratickou stranou dělnickou (v jejímž poslaneckém klubu už dva poslanci Židovské strany v letech 1929–1935 beztak působili jako hospitanti). Reisz ale nebyl zvolen a za Židovskou stranu v následujícím volebním období zasedali Angelo Goldstein a Chajim Kugel. Reisz se ovšem v zemských volbách v roce 1935 stal členem slovenského zemského zastupitelstva. Zde setrval až do konce První republiky. Když se po Mnichovské dohodě na Slovensku v důsledku Žilinské dohody začal formovat autoritativní režim Hlinkovy slovenské ľudové strany, nebyl u Reisz k dojednávání nové podoby politického systému na Slovensku přizván a na konci listopadu autonomní vláda rozpustila zemské zastupitelstvo, čímž ztratil svůj poslanecký mandát. Zemřel roku 1976 v Bratislavě.